# Фриули - Венеция Джулия
Фриули – Венеция Джулия (на италиански: Friuli-Venezia Giulia; на фриулски: Friûl Vignesie Julie; на словенски: Furlanija Julijska Krajina; на немски: Friaul Julisch Venetien) е административен регион в Североизточна Италия с население – 1 233 723 жители (2009), който се ползва със специален автономен статут. Има население от 1 215 538 души (по приблизителна оценка от декември 2017 г.).

## География
Регион Фриули – Венеция Джулия се оформя от два географски района: Фриули (96% от територията), с историческа столица Удине, и Венеция Джулия. Границата между двата района не е точно определена, обикновено река Тимаво се счита като граница. Район Венеция Джулия е само малка част на историческия район, който е бил разделен между Италия и бивша Югославия (днес словенска територия) след Втората световна война. Според други, като гражданите на провинцията Гориция, границата е река Изонцо.
Регионът граничи:
- на север с Австрия (Каринтия)
- на изток със Словения
- на запад с регион Венето (провинции Белуно, Тревизо и Венеция)
- на юг с Адриатическо море.

Регионалната територия е предимно планинска (най-висок връх е планина Колянс – 2780 m), Източните Алпи са 42,6% от територия, 38,1% е равнинна а 19,3% е хълмиста. Район Венеция Джулия е геологично различен, тъй като е карстово плато.

## Административно деление
Регионът се поделя на 4 провинции и 218 общини.
|                                | \| Провинция \| Площ (км²) \| Население (души) \| Гъстота (души./км²) \| Общини (№) \| \| Гориция Порденоне Триест Удине \| 466 2178 212 4905 \| 143 461 312 359 263 393 539 723 \| 306 143 1115 110 \| 25 51 6 136 \| \| Общо \| 7845 \| 1 230 936 \| 157 \| 218 \| |                                 |                     |             |
| Провинция                      | Площ (км²) | Население (души)                | Гъстота (души./км²) | Общини (№)  |
| Гориция Порденоне Триест Удине | 466 2178 212 4905 | 143 461 312 359 263 393 539 723 | 306 143 1115 110    | 25 51 6 136 |
| Общо                           | 7845 | 1 230 936                       | 157                 | 218         |